# Koncentrisk
|  | Wiktionary har en ordboksartikel om koncentrisk. |

Exempel på koncentriska cirklar

Koncentrisk är ett ord som härstammar från latinskans concentricus, eller gemensam mitt. Motsatsen är excentrisk, med olika centrum. Uttrycket används framför allt i geometri om cirklar och klot. Uttrycket kan också användas när man talar om armsträckningar .